# Campoctonus harringtoni
Campoctonus harringtoni là một loài tò vò trong họ Ichneumonidae.